# ایکس-ان-ارژنی
ایکس-ان-ارژنی (به فرانسوی: Aix-en-Ergny) یک کمون در فرانسه است که در پا-دو-کاله واقع شده‌است.

## خصوصیات
ایکس-ان-ارژنی ۴٫۸۳ کیلومترمربع مساحت و ۱۷۴ نفر جمعیت دارد و ۱۰۷ متر بالاتر از سطح دریا واقع شده‌است.